# Imre Németh
Imre Németh (23. září 1917 Košice – 18. srpna 1989 (ve věku 71 let) Budapešť) byl maďarský atlet, olympijský vítěz v hodu kladivem z roku 1948.
Startoval dvakrát na olympiádě. V roce 1948 v Londýně zvítězil v hodu kladivem, o čtyři roky později v Helsinkách skončil ve stejné disciplíně třetí. Na mistrovství Evropy v roce 1946 obsadil mezi kladiváři čtvrté místo, v roce 1954 v Bernu byl šestý.
Třikrát vytvořil světový rekord v hodu kladivem, nejlépe 59,88 m v roce 1950. Jeho osobní rekord 60,32 m pochází z roku 1952.
Jeho syn Miklós Németh se stal v roce 1976 olympijským vítězem v hodu oštěpem.